# Co-operative Women’s Guild
Die Co-operative Women’s Guild war eine Organisation der Genossenschaftsbewegung in Großbritannien, welche sich speziell für die Anliegen von Frauen engagierte und ihren Mitgliedern sowohl in sozialen als auch in anderen Belangen Hilfe und Unterstützung anbot.

## Geschichte

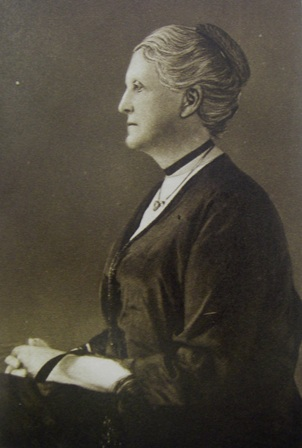
Alice Acland

Die Gilde wurde im Jahr 1883 von zwei Frauen gegründet, von Alice Acland, der Editorin der Rubrik „Woman’s Corner“ in der Zeitung Co-operative News und von Mary Lawrenson, von Beruf Lehrerin, die eine Organisation im Sinn hatte, welche sich dem Aufbau eines Lehr- und Freizeitangebotes insbesondere für Mütter und Mädchen widmete. Acland startete die Bewegung mit der Women’s League for the Spread of Co-operation (übersetzt: „Frauenvereinigung zur Unterstützung der Genossenschaftsbewegung“) und plante ihr erstes, offizielles Treffen im Rahmen des Co-operative Congress in Edinburgh. Es kamen 50 Frauen, die in der Folge zur Etablierung vieler weiterer Regionalgruppen und so zu einem raschen Wachstum der Mitglieder beitrugen. Die ursprüngliche Idee einer Stärkung der Genossenschaftsbewegung weitete sich bald aus und legte den Fokus zunehmend auf politische Kampagnen für Frauen, u. a. in den Bereichen Gesundheit und Wahlrecht.
1884 wurde der Namen ein erstes Mal zu Women’s Co-operative Guild geändert und später folgte eine zweite Änderung zur aktuellen Bezeichnung Co-operative Women’s Guild. Margaret Llewelyn Davies, die 1899 zur neuen Generalsekretärin gewählt wurde, trug maßgeblich zu einem überdurchschnittlichen Wachstum der Organisation bei: Bis 1910 gehörten 32.000 Frauen der Gilde an. Auch auf politischer Ebene wurde die starke Präsenz der Gilde schon bald mit wichtigen Errungenschaften belohnt, so z. B. der Verankerung des Anrechts auf Mutterschaftsgeld im National Insurance Act 1911. Nach und nach dehnte sich ihr politisches Engagement weiter bis aufs europäische Festland aus und auch dort setzte sich die Gilde für die Schaffung und Durchsetzung von Mindestlöhnen und verschiedener Sozialleistungen ein. Am internationalen Frauenkongress von 1914 in Den Haag waren mehrere Vertreterinnen der Co-operative Women’s Guild anwesend und an der Verabschiedung folgender Antikriegs-Resolution beteiligt:

„Die Konferenz... ...ist der Meinung, dass die schrecklichen Vorgehensweisen des Krieges...  ...nie wieder zur Lösung von Konflikten zwischen verschiedenen Nationen zum Einsatz kommen sollten und wir halten die Regierungen weltweit dazu an, eine Staaten-Gemeinschaft zu gründen, durchgesetzt durch den Willen des Volkes und mit dem Frieden als oberstes Ziel.“

Nach dem Ersten Weltkrieg intensivierte die Gilde ihr Engagement in der Friedensbewegung und legte ein besonderes Augenmerk auf die sozialen und politischen Anzeichen, welche Krieg begünstigen und beteiligte sich auch aktiv im Widerstand gegen den Waffenhandel. 1933 führten sie die weiße Mohnblume (engl. „White poppy“) als Symbol des Pazifismus ein und stellten diese dem roten Gedenkmohn (engl. „Remembrance poppy“) gegenüber, der in Großbritannien jedes Jahr am 11. November am Remembrance Day zur Erinnerung an die gefallenen Soldaten des Ersten Weltkrieges als künstliche Ansteckblume getragen wird. Zu dieser Zeit hatte die Bekanntheit und Ausdehnung der Gilde mit 1'500 Regionalgruppen und 72'000 Mitgliedern ihren Höchststand erreicht.
In den folgenden Jahren nahmen die sichtbaren Aktivitäten der Organisation laufen ab und am 25. Juni 2016 wurde die National Co-operative Women’s Guild nach 133 Jahren aufgelöst.

## Generalsekretärinnen
1883: Alice Acland
1885: Mary Lawrenson
1899: Margaret Llewelyn Davies
1922: Honora Enfield
1927: Eleanor Barton
1937: Rose Simpson
1940: Cecily Cook
1953: Mabel Ridealgh
1963: Kathleen Kempton
1983: Diane Paskin
Sue Bell
2005: Claire Morgan
2011: Colette Harber